# Liberty or Death
Liberty or Death — тринадцятий студійний альбом німецького хеві-метал гурту Grave Digger, який вийшов 12 січня 2007 року.

## Список композицій
Усю музику написали Болтедаль/Бекер/Шмідт/Катценбург, усі тексти — Болтендаль
1. «Liberty or Death» — 6:33
2. «Ocean of Blood» — 4:12
3. «Highland Tears» — 6:15
4. «The Terrible One» — 4:08
5. «Until the Last King Died» — 5:46
6. «March of the Innocent» — 5:56
7. «Silent Revolution» — 6:24
8. «Shadowland» — 6:26
9. «Forecourt to Hell» — 5:02
10. «Massada» — 5:58

Діджіпак версія включала композицію «Ship of Hope»

## Ліричні теми
- Вокаліст Кріс Болтендаль написав цей альбом під впливом від книги «Свобода або Смерть» письменника з Криту Нікоса Казандзакіса. Найбільше вплив книги помітний на титульній композиції, де розповідається про грецьку революцію на Криті, і де прослідковуються ліричні посилання на національний гімн Греції.
- Дві пісні розповідають про ставлення до євреїв під час другої світової війни, щеі дві про давню єврейську історію. «Ocean of Blood» розповідає про перехід Мойсея через Червоне море, «Massada» — про облогу Масади наприкінці першої юдейсько-римської війни. «March of the Innocent» — про холокост, «Ship of Hope» про «Подорож проклятих» на лайнері «Сент-Луїс». Болтендаль сказав, що конкретна кількість пісень на ці теми не планувалася, і що кожна з них цікава сама по-собі. [Архівовано 6 лютого 2012 у Wayback Machine.]
- «Highland Tears» розповідає про свободу Шотландії. «Forecourt to Hell» — про гладіаторів в Римській Імперії. «The Terrible One» про Івана Грозного. «Until the Last King Died» про Французьку революцію. «Shadowland» — про звірства Ку клукс клану у США.

## Учасники
- Кріс Болтендаль — вокал
- Манні Шмідт — гітара
- Єнс Бекер — бас-гітара
- Штефан Арнольд — ударні
- Ханс HP Катценбург — клавішні